# East Machias (Maine)
East Machias es un pueblo ubicado en el condado de Washington en el estado estadounidense de Maine. En el Censo de 2010 tenía una población de 1.368 habitantes y una densidad poblacional de 13,2 personas por km².

## Geografía
East Machias se encuentra ubicado en las coordenadas 44°46′24″N 67°24′41″O / 44.77333, -67.41139. Según la Oficina del Censo de los Estados Unidos, East Machias tiene una superficie total de 103.64 km², de la cual 90.15 km² corresponden a tierra firme y (13.02%) 13.49 km² es agua.

## Demografía
Según el censo de 2010, había 1.368 personas residiendo en East Machias. La densidad de población era de 13,2 hab./km². De los 1.368 habitantes, East Machias estaba compuesto por el 95.91% blancos, el 0.8% eran afroamericanos, el 0.29% eran amerindios, el 1.68% eran asiáticos, el 0% eran isleños del Pacífico, el 0% eran de otras razas y el 1.32% pertenecían a dos o más razas. Del total de la población el 0.95% eran hispanos o latinos de cualquier raza.